# Liste der Kulturdenkmäler in Frankfurt-Heddernheim
In der Liste der Kulturdenkmäler in Frankfurt-Heddernheim sind alle Kulturdenkmäler im Sinne des Hessischen Denkmalschutzgesetzes in Heddernheim, einem Stadtteil von Frankfurt am Main aufgelistet.
Grundlage ist die Denkmaltopographie aus dem Jahre 1994, die zuletzt 2000 durch einen Nachtragsband ergänzt wurde.

## Kulturdenkmäler in Heddernheim
| Bild            | Bezeichnung                                          | Lage | Beschreibung | Bauzeit               | Daten  |
| --------------- | ---------------------------------------------------- | --- | --- | --------------------- | ------ |
| weitere Bilder  | Gesamtanlage 104+105 (Siedlung Römerstadt)           | Am Forum 2–52, 51–85, An der Ringmauer 1–129, 2–134, Hadrianstraße 1–19, 20–44, Im Burgfeld 1–13, 2–220, 15–247, Im Heidenfeld 1–135, 2–132, In der Römerstadt 77–115, 133–207, Mithrasstraße 1–123, 2–18, 48–82 Lage | | Ende der 1920er Jahre | 157937 |
| Bild gesucht BW | Gesamtanlage 106 (Historischer Ortskern Heddernheim) | Lage | Straße Alt-Heddernheim 9–63 und 14–70, Diezer Straße und Oranienstraße 16c−24                                                                       |                       | 167875 |
| Gemeindepumpe   | Gemeindepumpe                                        | Alt-Heddernheim Lage | Es ist ein klassizistischer Sandsteinpfeiler aus dem Jahr 1839 mit Becken auf einem würfelförmigen Sockel; gekrönt wird er von einer Sandsteinkugel | 1839                  | 154902 |
| weitere Bilder  | Stiftsgarten                                         | Alt-Heddernheim ggü. 30 Lage | |                       | 928368 |
| weitere Bilder  | Schloss                                              | Alt-Heddernheim 30 Lage | | 1740                  | 154894 |
| weitere Bilder  | Evangelische Kirche Cantate Domino                   | Ernst-Kahn-Straße 14/16/20/20a Lage | | 1966                  | 155758 |
| weitere Bilder  | Evangelische Thomaskirche                            | Heddernheimer Kirchstraße Lage | | 1899                  | 154920 |
| Brunnen         | Brunnen                                              | Lage | Der klassizistische Pumpenbrunnen aus 1840 mit quadratischer Brunnensäule aus rotem Sandstein, auf deren Fries sich eine Kugel befindet.            |                       | 154895 |
| weitere Bilder  | Jüdischer Friedhof                                   | In der Römerstadt LageFlur: 5, Flurstück: 179, 237/108 | |                       | 154926 |
| weitere Bilder  | Katholische Kirche St. Sebastian                     | Ernst-Kahn-Straße 45/47/49 LageFlur: 5, Flurstück: 66/117, 66/120 | | 1965/66               | 155759 |
| weitere Bilder  | Katholische Kirche St. Peter und Paul                | Oranienstraße 16c LageFlur: 1, Flurstück: 535/81 | Neogotische Backsteinkirche | 1893                  | 154928 |

## Kulturdenkmäler auf dem Friedhof Heddernheim
| Bild | Gewann      | Name(n)                                                     | Jahr                   | Steinmetz                                 | Beschreibung |
| ---- | ----------- | ----------------------------------------------------------- | ---------------------- | ----------------------------------------- | --- |
|      | A/11-13     | Frey-Ripps-Mildner                                          | 1914                   | 0                                         | Kreuzdenkmal, an beiden Seiten von Schrifttafeln mit gravierten floralen Ornamenten eingerahmt. Das Grabmal besteht aus poliertem schwarzen Granit.                                                              |
|      | A/8-10      | Nohstadt-Busse                                              | 1919                   | 0                                         | Stele aus schwarzen Granit mit einem Kreuzrelief, flankiert durch halbhohe Pfeiler. |
|      | A/14-15     | Fergenbauer                                                 | 1916                   | 0                                         | Kreuzdenkmal aus poliertem schwarzen Granit. |
|      | A/145       | Dörr                                                        | 1920                   | Heinrich & Wilhelm Knorr                  | Säulendenkmal in der Tradition des späten 19. Jahrhunderts aus Sandstein. |
|      | B/22-25     | Hesse                                                       | 1908                   | F. Hofmeister                             | Das Grab des Gründers der Heddernheimer Kupferwerke, Hubert Hesse (1826–1908) ist eine neoklassizistische Ädikula aus poliertem schwarzen Granit. Sie ist dem Vorbild altägyptischer Portalbauten nachempfunden. |
|      | C/1-3       | Schwarz                                                     | 1921                   | 0                                         | Ädikula, die von Schrifttafeln aus schwarzem Granit flankiert ist. |
|      | C/24-28     | Heislitz-Jung-Rauberger                                     | 1928/1950              | Heinrich & Wilhelm Knorr / Heinrich Knorr | Paarweise angeordnete Wandstelen aus matt poliertem schwarzen schwedischen Granit mit dreifach getreppten Seitenrändern.                                                                                         |
|      | C/90-91     | Walther-Dörr                                                | 1926                   | Heinrich & Wilhelm Knorr                  | Neoklassizistische Ädikula aus Kunststein mit Schriftplatte aus Odenwälder Granit. |
|      | C/19-20     | Hesse-Reith                                                 | 1903, umgewidmet 1999  | 0                                         | Kreuzdenkmal in Formen der Renaissance aus Marmor. |
|      | C/42        | Hof                                                         | 1923                   | Heinrich & Wilhelm Knorr                  | Das Ehrengrab ist eine Ädikula in einfachen neoklassizistischen Formen aus gestocktem Granit. |
|      | C/adM 27-28 | Jamin                                                       | 1890                   | 0                                         | Übergiebelte Marmorstele mit Schrifttafeln aus schwarzem Granit mit reliefierten Mohnkapseln im Giebelfeld. |
|      | C/adM 31-32 | Bruchhäuser                                                 | 1953 (Zweitverwendung) | 0                                         | Kalksteinstele in Formen der Renaissance. |
|      | D/215-217   | Grabstätte der Katholischen Kirchengemeinde Alt-Heddernheim | 1959                   | Heinrich Dieter (Darmstadt-Eberstadt)     | Modern interpretierte Christusfigur aus dunkelgrauem Wirbelan-Marmor. |
|      | D/41-42     | Wenzel                                                      | 1912                   | 0                                         | Das Grab des Heddernheimer Bürgermeisters Hektor Wenzel (1845–1911) ist eine breitgelagerte neoklassizistische Ädikula aus Muschelkalk.                                                                          |

| Bild | Gewann  | Name(n)   | Jahr | Steinmetz     | Beschreibung |
| ---- | ------- | --------- | ---- | ------------- | --- |
| 0    | A/18-19 | Spielmann | 1916 | F. Hofmeister | Ädikulaähnliche Stele aus poliertem schwarzen Granit mit einem geschweiften Giebel. Die Schriftspiegel sind oval und von Kranzreliefs gefasst. |

## Abgegangene Kulturdenkmäler
| Bild                                    | Bezeichnung          | Lage                                      | Beschreibung | Bauzeit | Daten  |
| --------------------------------------- | -------------------- | ----------------------------------------- | --- | ------- | ------ |
| die Grabanlage Spielmann wurde entfernt | Grabstelle Spielmann | In der Römerstadt Flur: 177, Flurstück: 1 | Die Grabanlage Spielmann (A/18-19) auf dem Friedhof von Heddernheim wurde entfernt. Sie bestand aus einer Ädikulaähnlichen Stele aus poliertem schwarzen Granit mit einem geschweiften Giebel; die Schriftspiegel waren oval und von Kranzreliefs gefasst. |         | 154895 |